# Чикко, Игнасио (футболист)
Игнасио Франсиско Чикко (исп. Ignacio Francisco Chicco; род. 30 июня 1996, Brinkmann, Кордова) — аргентинский футболист, вратарь клуба «Бельграно».

## Клубная карьера
Чикко — воспитанник клубов «Депортиво Бринкманн» и «Колон». В 2016 году Игнасио был включён в заявку на сезон последних. В том же году игрок на правах аренды перешёл в «Тальерес», но так и не дебютировал за основной состав. После окончания аренды Чикко вернулся в «Колон». 2 ноября 2019 года в матче против «Атлетико Тукуман» он дебютировал в аргентинской Примере. В начале 2024 года Чикко перешёл в «Бельграно». 